# Bruno Longhi
Bruno Carlo Longhi (Casorate Primo, 2 giugno 1947) è un giornalista, musicista e telecronista sportivo italiano.

## Biografia

### Musicista
Nel 1963 assieme a Tonino Cripezzi e Mario Lavezzi ha fondato - come bassista - il complesso musicale dei Trappers, gruppo che dopo aver inciso il singolo Ieri a lei (cover di Yesterday) si sciolse.
Negli anni sessanta è stato membro del gruppo I 4 satelliti, sempre come bassista. Nel decennio successivo ha fatto parte - sempre come bassista - del gruppo Flora Fauna & Cemento - con il quale ha inciso alcuni 45 giri e due album. Nel 1972 è comparso nella registrazione del brano Gente per bene e gente per male, contenuto nell'album Il mio canto libero di Lucio Battisti.
Nel 1974 nasce il suo primogenito, Alessandro, detto Dodo, divenuto anch'egli giornalista e conduttore televisivo.
Nel 1975 ha firmato la collaborazione a testo e musiche del brano Terre lontane, cantato da Mino Reitano e ripreso da Mina l'anno dopo.

### Giornalista
Divenuto giornalista professionista nel 1981, ha iniziato la sua carriera per Telemontecarlo, per la quale ha commentato le fasi finali di due edizioni del campionato mondiale di calcio, nel 1982 e nel 1986, e le fasi finali di due edizioni del campionato europeo di calcio, nel 1984 e nel 1988. Nel 1988 è passato alla Fininvest, collaborando anche con TV K-C e TELE+2. In seguito ha lavorato per Mediaset in qualità di telecronista delle principali partite di Serie A trasmesse sul digitale terrestre di Mediaset Premium. Inoltre è stato tra gli inviati al seguito della nazionale italiana.
Dal 1996 al 2010 ha commentato a Mediaset, alternandosi con Sandro Piccinini, le finali di UEFA Champions League, tra cui la vittoria della Juventus a Roma nella finale del 1995-1996 contro l'Ajax, e quella dell'Inter a Madrid contro il Bayern Monaco nel 2009-2010. Dal 1989 ha narrato sei finali di Coppa Intercontinentale, cinque delle quali disputate dal Milan, negli anni 1989, 1990, 1993, 1994 e 2003, e una dalla Juventus, nel 1996. Per il digitale terrestre di Mediaset Premium ha commentato tutte le partite della Coppa del mondo per club 2007.
Sempre nel 1996 ha commentato la gara della nazionale italiana contro la Moldavia, valida per le qualificazioni al campionato mondiale di calcio 1998 e trasmessa su Canale 5.
Ha anche prestato la propria voce alla telecronaca di alcuni videogiochi della serie saga FIFA, prodotta da Electronic Arts. Affiancato prima da Giovanni Galli da FIFA 2003 a FIFA 2005, successivamente, in FIFA 06, si avvale del commento tecnico di Aldo Serena e un anno più tardi, in UEFA Champions League 2006-2007, di Giuseppe Bergomi. Ha anche prestato la propria voce al videogioco della serie This is Football, nelle versioni 2002, 2003, 2004 e 2005.
È stato ospite fisso del programma Controcampo in onda prima su Italia 1 e successivamente su Rete 4. Conduce la rubrica Buon calcio a tutti su Radio 105, Apericalcio e Il Calciofilo su Top Calcio 24. Da diversi anni è opinionista  su Radio Sportiva nel programma “Microfono Aperto”.
Collabora come opinionista alle trasmissioni di TOP Calcio 24, sul canale TVR Teleitalia/7Gold.